# YX
YX（ワイエックス）はYS-11に続く機体として立案されていた日本の民間輸送機（旅客機）計画。アメリカ合衆国のボーイングとの共同開発により、ボーイング767として実現した。

## 計画推移

### 次期旅客機YS-33の研究

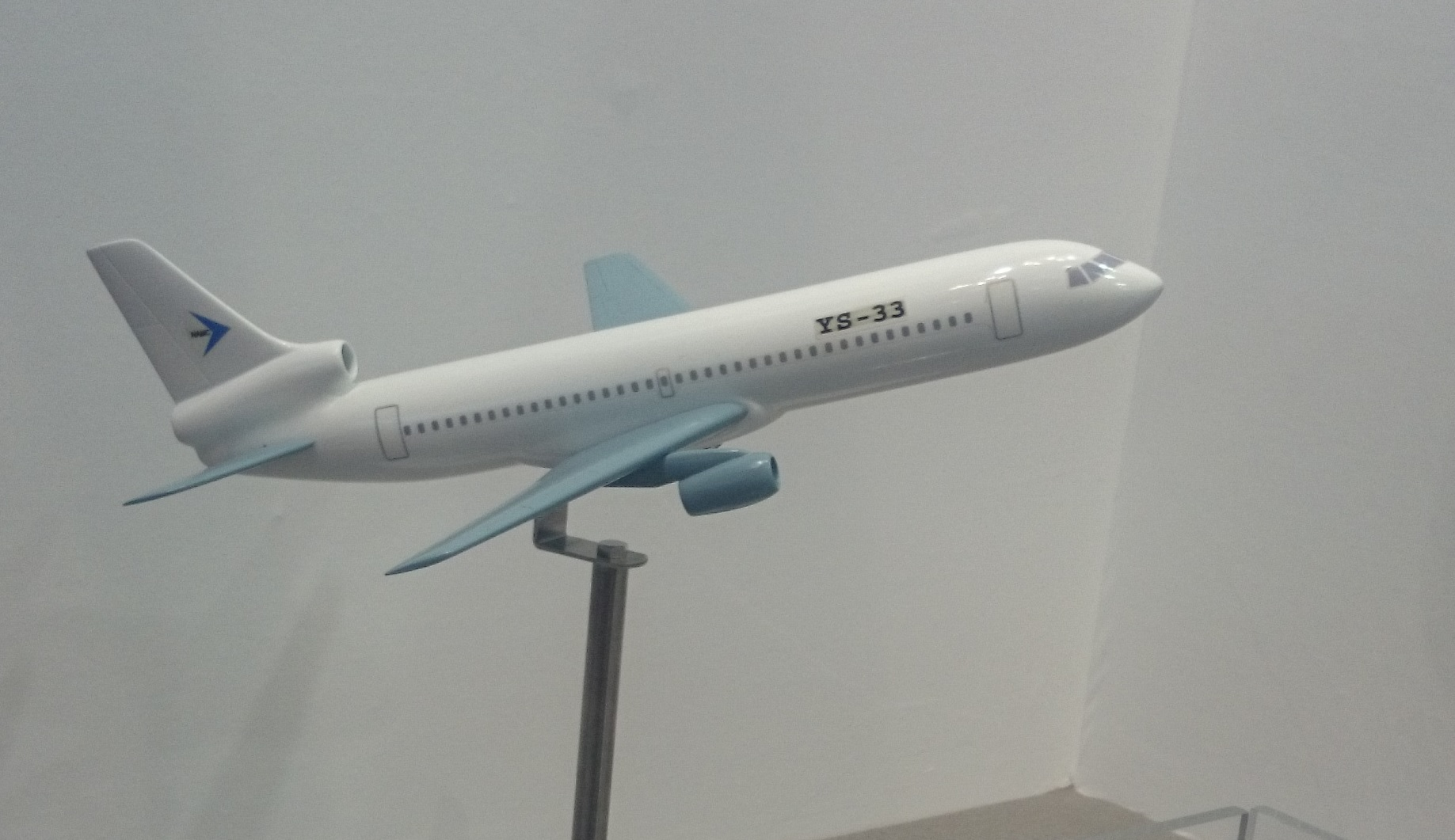
YS-33

1966年（昭和41年）、日本航空機製造（日航製）では防衛庁向け戦術輸送機C-Xの計画が具体化していたが、同時にYS-11に続く民間機の研究のため、8月から航空審議会によって「次期民間輸送機のための研究」が始まり、通商産業省は1967年（昭和42年）の予算に2000万円を計上し、調査委託費を調達した。
1968年（昭和43年）3月には「90席前後のターボジェット旅客機」が発案された。開発費は150億円から160億円と見積もられ、これはYS-11の3倍にあたった。このため、開発準備のために2億円の補助金を拠出された。こうして計画は本格化し、日航製内に「YX開発本部」が設置されて、市場調査と基礎設計が行われた。
1969年（昭和44年）に計画は「YS-33」構想と呼ばれる3発ジェットエンジン（形態はDC-10やL-1011のようなもので、当時は双発や4発より燃費効率が良いと信じられていた）の旅客機となった。機体はYS-11の2から2.5倍の細胴で90席前後、1300m級の滑走路に着陸可能とした。開発費はさらに膨らみ、YS-11の4倍以上となる240億円と予想された。
さらに独自に市場調査を開始し、当時の市場動向からさらに大型化が必要であると見られたため、ストレッチタイプの計3機種を計画した。
- YS-33-10：基準機の106席
- YS-33-20：胴長の139席
- YS-33-30：さらに胴長の149席

翌1970年（昭和45年）には市場動向の変化から、さらに三種の計画が追加された。
- YX-B/C案：150席〜180席クラス
- YX-D案：200席から250席クラスの中型機

この中で、YX-Dは実現性が低いため、YS-33かYX-B/Cを優先して計画が進められた。低公害でハイテクノロジーの世界初の3軸式ターボファン、ロールス・ロイスRB.203 トレントを予定していたが、需要が見込めないとの理由で同社が開発中止したため、この他に適当なエンジンが見つからず、また航空機工業審議会においても、大きさが需要と合わないと判断されて白紙還元（中止）された。

### 日航製の規模縮小
最後に残ったのはYX-Dであったが、開発費は1000億円規模と見られ、とても日本一国では開発費の負担に耐えられないとして国際共同開発の可能性を視野に入れ、予算を要求することとした。
この当時、日航製とYS-11の赤字問題が国会で野党に追及されていた。大蔵省（現財務省）も、日航製の赤字問題が解決しない限り予算は認めなかった。一方の業界側も、YS-11の様子から、リスクの大きい民間機事業よりも、安定した防衛産業の受注に向かい、「YXの参加には国の100パーセント補助が必要だ」として実質不参加の姿勢をとったため、計画は暗礁に乗り上げていた。
一方、国会ではYS-11の赤字とともに、次期輸送機XC-1（後のC-1）も問題に上がった。日航製は最初、民間機のみの限定で製造するために設立されたことが立法化されていたため、軍用機の設計に対して野党の追及が上がった。日航製ではYS-11の開発が終わった余剰人員をXC-1開発に向けて、C-1を民間機に転用するか、あるいはC-1の技術をYXに転用できないかと計画していたが、1970年安保改訂を控えていたことで、この計画は中止された。C-1の製造は川崎重工業ら5社に引き継がれ、YS-11は1971年（昭和46年）に生産中止が決定された。日航製は開発・製作部門の廃止など規模を縮小され、YS-11のプロダクトサポートに徹することになった。

### 国際共同開発
このころ、ベトナム戦争の泥沼化によって世界経済を率いてきたアメリカ合衆国が財政悪化に陥り、凋落の兆候を現していた。ここでアメリカはドルの保護政策を打ち出し、円も固定相場から変動為替へと移され、急速な円高が進んだ。また環境問題意識の高まりから航空機への環境基準が見直され、エアラインは一度に大量の乗客を運べる大型・高性能な航空機を望むようになっていた。
この頃、DC-10と747の2機種が存在していた。加えて、更なる競合機としてL-1011とA300が開発中であったが、その開発費が高騰しており、莫大な開発費を要する大型機については、大口受注が無ければ開発に踏み切るのは危険であることから、綿密な市場調査を必要とし、そのために時間を要してさらに開発費を高騰させる原因となった。
この開発費の高騰に耐え切れなかった欧米の中小航空機メーカーが次々と淘汰されていった時代に、YX計画は動き出したのである。
1970年（昭和45年）ごろ、外国各社が同クラスの機体の共同開発を持ちかけてきた。各社の打診を以下に挙げる。
- アメリカ合衆国・ボーイング - 中型輸送機の共同開発
- アメリカ・マクドネル・ダグラス - DC-11双発輸送機の共同開発
- アメリカ・ロッキード - L1011トライスターの双発化改造開発への参加
- イギリス・BAC - 新型機の共同開発
- オランダ・フォッカー - 新型機の共同開発

日本の企業は民間機を1機種しか作っていないにもかかわらず、これら多数の企業が共同参加を打診してきたのには、YS-11完成による日本の技術力の高さを買ったのはもちろん、欧米企業の下請け部門も納期を守るうえに高品質など、評価は非常に高かったからであるが、同時に70年に設立されたエアバスの存在が各社を焦らせていた。フランスと西ドイツは共同でエアバスを設立し、中型機を共同開発してリスクを分散させる方式をとったことに各企業は魅力を感じており、また市場を奪い合うより共同で開発したほうが得策であると判断したからである。国際共同開発は1970年代から世界の潮流になり始めていた。
日本にとっては、1971年（昭和46年）に単独開発のYS-11製造中止が決定したこともあり、先進的な欧米企業との共同開発は、独自技術のみの不安からくる欧米企業の技術習得、YS-11販売の難航の経験から欧米企業の販売網利用など、魅力が大きかった。また、YX-D案の予想開発費も急激なインフレーションから2000億円規模へ高騰し、ますます1国では負担しきれない状況となった。そこで、分担比率を40パーセントほどに下げ、国際共同開発への調査を行うことになった。

### ボーイング共同開発
1971年（昭和46年）6月、日本大学の木村秀政教授を団長とする「航空機工業海外調査団」（木村ミッション）をアメリカに派遣し、提案の信憑性などを調査させた。調査の結果、マクドネル・ダグラスは日本を下請けと位置付けており、ロッキードはノウハウの購入を迫っていた上、ワンマン社長の独断で計画が反故にされるかもしれなかったが、ボーイングは日本を対等パートナーとして50パーセントの分担比率を提示したため、YX開発専門委員会は、「交渉相手として、当面ボーイングを第一対象とする」との結論にいたり、政府答申の承認を以ってYX計画は本格的に動き出した。
しかしボーイングは交渉を進めると、3発のYXを凍結し、ボーイングが独自に計画してきた7X7中型双発旅客機への参加に切り替えるように打診してきた。日本としては、これを蹴ってしまえば当分の間は旅客機を作ることはできないと考え、YXを7X7に統合することで参加を表明した。
この頃、日本の航空産業界でも状況が変わった。国内開発と噂されていた次期対潜哨戒機PX-Lが、時の首相田中角栄の強い推薦もあってロッキードP-3のライセンス生産に決定してしまい、産業に穴があいてしまいそうになってしまった。それ以降、国が100パーセント支出せよといった強気な発言は無くなり、YXへの参加ムードが業界内にも広がり始めた。
1973年（昭和48年）3月、YS-11は通算182号機の製造を完了し、生産を終了した。翌4月、三菱重工業、川崎重工業、富士重工業などからなる航空工業会は、日航製に代わるYXの開発母体として民間輸送機開発協会（CTDC）を設立し、月内にボーイングとYX/7X7共同開発に関する了解覚書（MOU）を締結した。
ところがこの直後、中東戦争の勃発が引き金となってオイルショックが到来した。燃料費の高騰によってエアラインも航空機メーカーも経営が非常に悪化していた。大規模なリストラに踏み切る企業も数多く現れ、ボーイングも747の売上不調から、そうした荒療治によって企業生命を保っている状況であった。
ボーイングはこのとき、7X7とは別にイタリアのアエリタリア社とも中型機の共同開発計画を持っていたが、時勢の変化によって二つの計画を平行させることは無意味として、この計画も7X7に統合させることを決定した。分担比率は交渉によって明らかになった三国の力関係から、ボーイング51パーセント、日本29パーセント、イタリアは20パーセントとなり、日本は当初の50パーセントから大きく後退したものの、出せる開発費が元々少なく、旅客機開発の実態もまるで知らない日本が権利の半分を手にするなど、そもそも無理な話だったのである。
とはいえ、ボーイングの強引なやり方に日本の不満は募り、1975年（昭和50年）に来日したボーイングのウィルソン会長と、河本敏夫通産大臣の会談によって、日本の主体性を尊重するように打診、ウィルソンも承諾してようやくYX/7X7は具体的に動き出した。
通産省は昭和51年度の開発補助金として、その年の開発費の85パーセントにあたる100億円を要求したが、大蔵省は日本主導でない計画に多額の出資をしては国民に説明できないとして、75パーセント分に削減した。この頃、オイルショックによる造船不況が尾を引いており、造船を管理する運輸省（現国土交通省）も多額の予算を要求していたため、国としては稼ぎ頭である造船への資金投入を優先したかったのである。
ともあれ、予算は少ないながらも取得できたため、ボーイングに対してさらに日本の主体性を6項目に亘るメモによって強調した。
1. 全分野に参画。
2. 日本の航空会社の要望を考慮する。
3. 日本の持分率を20パーセントとする。
4. 共同事業体（ジョイントベンチャー）を設立する。
5. 販売への参加。
6. 機種名に日本側参画を表示。

### ボーイングの強硬姿勢
ところが、1976年（昭和51年）2月にロッキード事件（賄賂によってロッキード旅客機を有利に採用していた事件）が発覚すると、ボーイングは豹変した。
同年10月にスタンパー社長が来日し、「市場の変化から7X7とは別に、わが社独自の150人乗り7N7（後の757）との関係から、両機合わせて総合評価するために開発を遅らせたい」と申し入れた。これは、ボーイングが本気で7X7に取り組む姿勢に入ったことを表していた。ボーイングはこのとき、小型機727の売上が史上最高を記録し、また超音速旅客機SSTを中止したため、予算と人員を丸ごと7X7（あるいは7N7）に投入することができるようになっていた。
スタンパーはこの計画に10億ドルを出しても良いと言ったが、これはようやく日本側が捻り出した予算よりも一桁多かった。もちろんスタンパーは日本の予算も知っていて10億ドルと口にすることで、すでに主導権はボーイングにあることを示していた。また、独自調査によって、日本の参加比率が高くなると、信頼性の問題から売れなくなるとの見通しもあった。すでに経済力からも、ボーイングは日本を必要としなくなっていた。
こうなるとボーイングの宿敵ロッキードを、賄賂によって有利に導いた日本にはボーイングに対抗するだけの論理が無く、1977年（昭和52年）7月からの日米交渉において、以下の内容が決定した。
1. 開発の全責任はボーイングが負い、主導権を持つ。
2. 共同事業体から共同事業体制とする。
3. イタリアに対しても日本と同じ参加形態で折衝する。
4. 調整費の支払いは不要。
5. 日本は分担作業以外の技術分野、その他の事業全般にわたって参加する。

ここで分担率はボーイング70パーセント、アエリタリア15パーセント、日本15パーセントに決定した。最初の妄想的な50パーセントからは大幅な後退であるが、同年9月22日の第二十五回政策小委員会において、「現実的な選択」として全面的に受け入れることを決定した。

### ボーイング767
1978年（昭和53年）9月、ボーイングが7X7の受注を獲得したことから、民間航空機開発協会とボーイングの間で基本事業契約を締結し、7X7の開発が開始された。YX/7X7はボーイング767の名称を得た。設計は同年半ばから始まっており、日本からは3社合計136名がボーイングに派遣された。そして、この年の末には試作機の製造を開始するという素早さに、日本側は経験の差を思い知らされた。

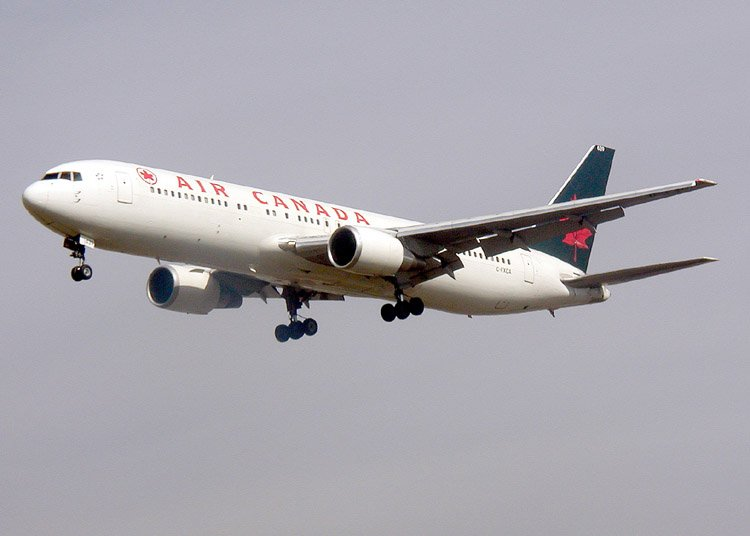
YXの実現である767（エア・カナダの300型）

日本は民間航空機開発協会が三菱重工業、川崎重工業、富士重工業に作業を委託し、3社によって分担開発された。開発部位は三菱が後胴パネル、川崎が前胴・中胴パネル、富士が主翼胴体間フェアリングを担当し、ボーイングに引き渡すこととなった。生産分野では、川崎が中部胴体・主翼小骨、三菱が後部胴体・乗降口扉、富士が主翼胴体間フェアリングと主脚扉で、新明和工業も3社の部品製造を行っている。部品メーカーとしては、帝人製機、島津製作所、萱場工業、三菱電機、小糸製作所、新日本航空整備、松下電器、神戸製鋼、大同製綱、住友精密工業、東京航空計器、その他様々な企業が参入している。
主翼などの最も重要な部門からは完全に締め出される状態であり、一部の設計を任されたものの、実態は下請けと変わらないものであった。とくに、販売やアフターサービスなど、独自に飛行機を持つうえで重要な営業ノウハウは、日本やイタリアが手にできないよう、ボーイングによって硬く閉ざされ、全く覗かせてもらえなかった。また、ボーイングからの厳しい発注基準に各社の技術陣は苦労を強いられたが、結果的に日本の技術水準を高めることとなり、ボーイングからも品質の高さを賞賛されている。
767は1981年（昭和56年）9月26日に初飛行、1982年（昭和57年）7月に連邦航空局の形式証明を取得し、9月に就航した（皮肉にも、この月の7日に日本航空機製造は解散した）。767の開発費は2240億円といわれ、日本はそのうち336億円を支出した。

### YXXと777、787
ボーイング767は一部で設計から参加できたとはいえ、実態は下請けと変わらない姿に日本の関係者の不満は募り、767開発開始の翌1979年（昭和54年）8月、新たな国産機「100席クラスまたはそれよりやや大型」旅客機の開発計画が始まった。これがYXXである。しかし、「日本が主体性をもつ」こととしたはずのYXXも、結局1984年（昭和59年）からボーイングの7J7計画に取り込まれて共同開発となってしまったが、エンジンの開発不調によって計画は遅々として進まなかった（詳細はYXX参照）。

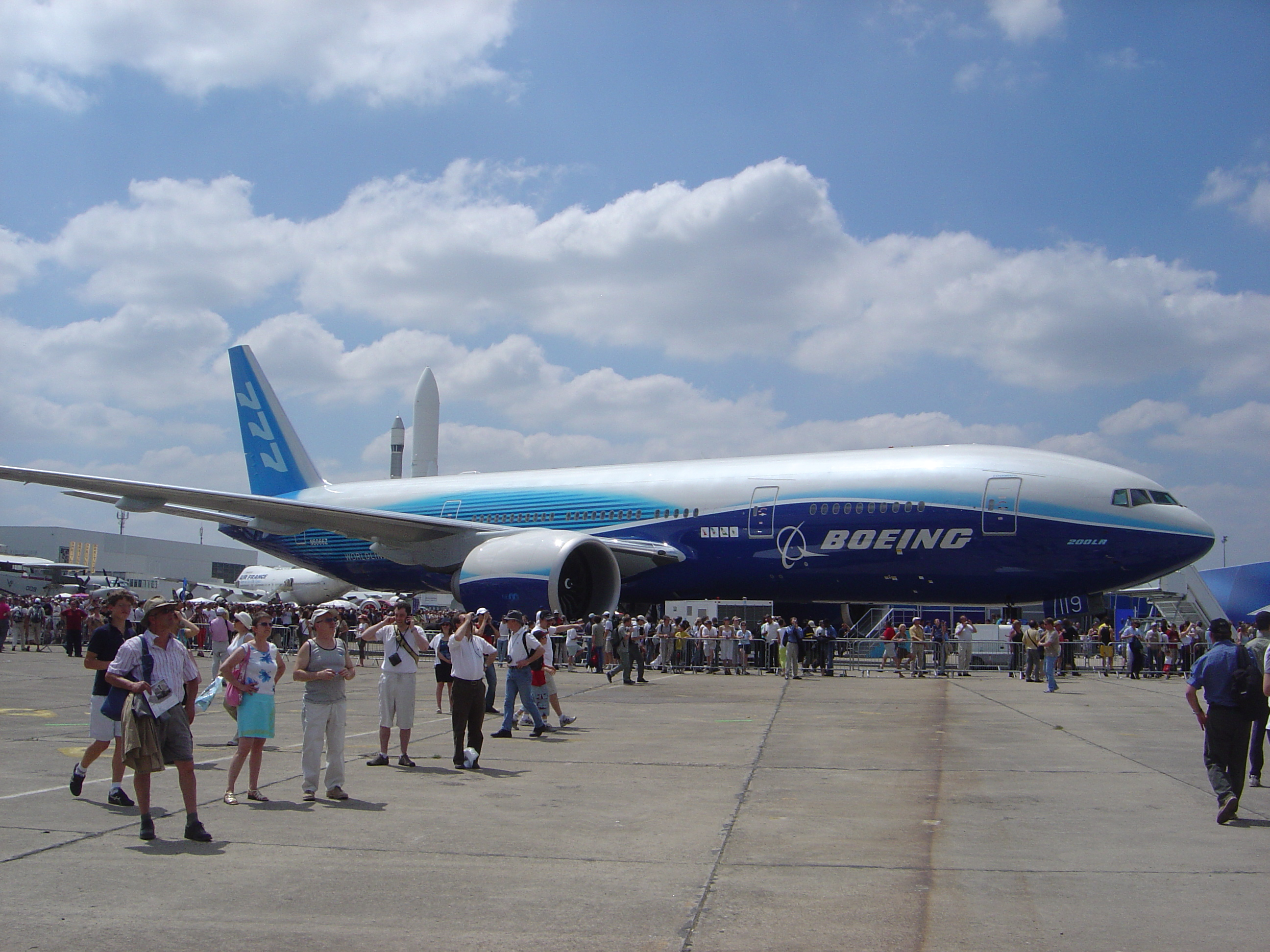
日本は大型機777開発にも参加した（写真は200LR型）

一方、ボーイングは国際分担によって開発費を減らすことと、納期を守る上に低価格高品質な日本の技術力、日本が気前良くはずむ開発費に味をしめ、747と767の間を埋める350席クラスの中型旅客機7-7を共同開発しないかと日本に打診した。
日本航空機開発協会（JADC、民間輸送機開発協会に1983年（昭和58年）、新明和工業と日本飛行機が参加して改組）は参加を決定した。実質、YXの2機種目であったが、767の経験から細心の注意を持って交渉に臨み、日本の分担を21パーセント（胴体の大部分、中央翼、主翼胴体間フェアリング、主翼リブなど多数）まで伸ばすことができたが、やはり最重要な部分からは締め出された。7-7は1990年（平成2年）10月に米ユナイテッド航空から大量発注を受けたことから、ボーイング777と名づけられて開発がはじまった。日本側も2機種目ということで開発・製造もかなり慣れ、
1994年（平成6年）4月9日、1号機がロールアウトした。この際、「世界最大の双発旅客機」として盛大な式典が催されたが、ただただボーイングの自慢が続き、開発の5分の1を占めるはずの日本勢は陰に隠れてしまった。777はその後初飛行に成功、翌年に就航した。日本は777の開発費として約1000億円を支払った。
ボーイングは777の開発がほぼ終わりを迎えた1994年、エアバスA380に対抗する超大型旅客機747X計画で「777を上回る開発比率」として、主翼・中胴など日本側が求めていたものへの参加を許可し、A380に協力（エアバスは日本に10パーセントほどを負担してほしいと考えた）させないように仕組んだ上で、2000年（平成12年）に747Xを延期（実質中止、実際は500X/600、400LR、747Xの三回に亘って計画を変更した）、747X計画に代わる遷音速旅客機ソニック・クルーザー計画へ全体を横滑りさせ、JADCもこれに参加を表明したが、2002年（平成14年）には再び計画を凍結（実質中止）した。
様々に振り回されてきたものの、日本企業にとって767と777への参加は非常に重要だった。767以前、日本の航空機メーカーの仕事の9割以上は防衛庁関連のものであったが、767と777によって民需への可能性を開くことができたと同時に、冷戦の終結によって世界的な軍縮の中で、防衛庁関連の受注も今後は伸びないであろう事から、積極的に民需への移転が必要とされるようになっていた。三菱重工業は後にカナダのボンバルディア・エアロスペースと協力関係を強め、川崎重工業もブラジルのエンブラエルと協力体制をとることで、2001年（平成13年）には民需が4割を占めるまでに成長した。民需重視は今後も進み、特に三菱は2000年（平成12年）5月、ボーイングと宇宙機器や新型旅客機などにおいて包括提携を結び、今後は民需関連を5割以上に高めることとしている。

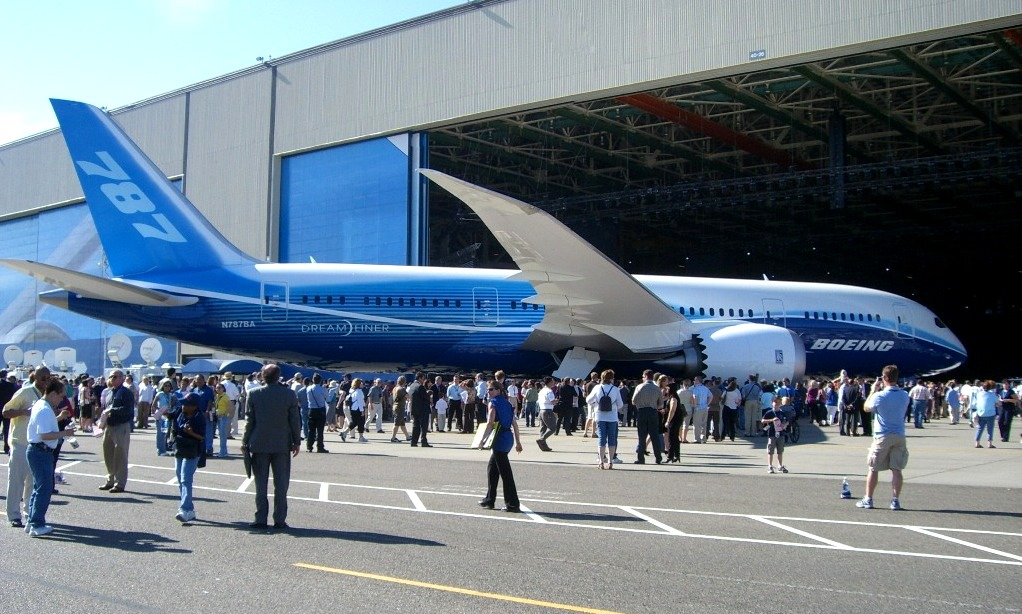
3機種目の参加となった787（ロールアウト式典）

2003年（平成15年）に、ソニック・クルーザー計画に代わる中型旅客機7E7計画が発表された。7E7は2005年（平成17年）に開発が決定してボーイング787となり、JADCの担当比率は主翼・中胴など最重要部分を中心に35パーセントとなった。787は2007年（平成19年）7月8日にロールアウト、2008年（平成20年）中の初飛行および納入を予定していたが、下請け丸投げな製造体制はうまく機能せず、開発遅延による度重なるスケジュールの見直しで初飛行は2009年（平成21年）にずれ込み、2011年（平成23年）に納入されて就航した。しかし、度重なる電気系統の不具合により米連邦航空局より耐空性改善命令を受けて飛行停止になるなど問題山積の航空機となってしまった。